# Matt Guokas (basket-ball, 1915)
Matthew George « Matt » Guokas Sr., né le 11 novembre 1915, à Philadelphie, en Pennsylvanie, décédé le 9 décembre 1993, à Flourtown, en Pennsylvanie, est un joueur américain de basket-ball. Il évolue durant sa carrière au poste d'ailier. Il est le père du basketteur Matt Guokas.

## Palmarès
- Champion BAA 1947